# Лаборатория для испытаний двигателей (Адлерсхоф)

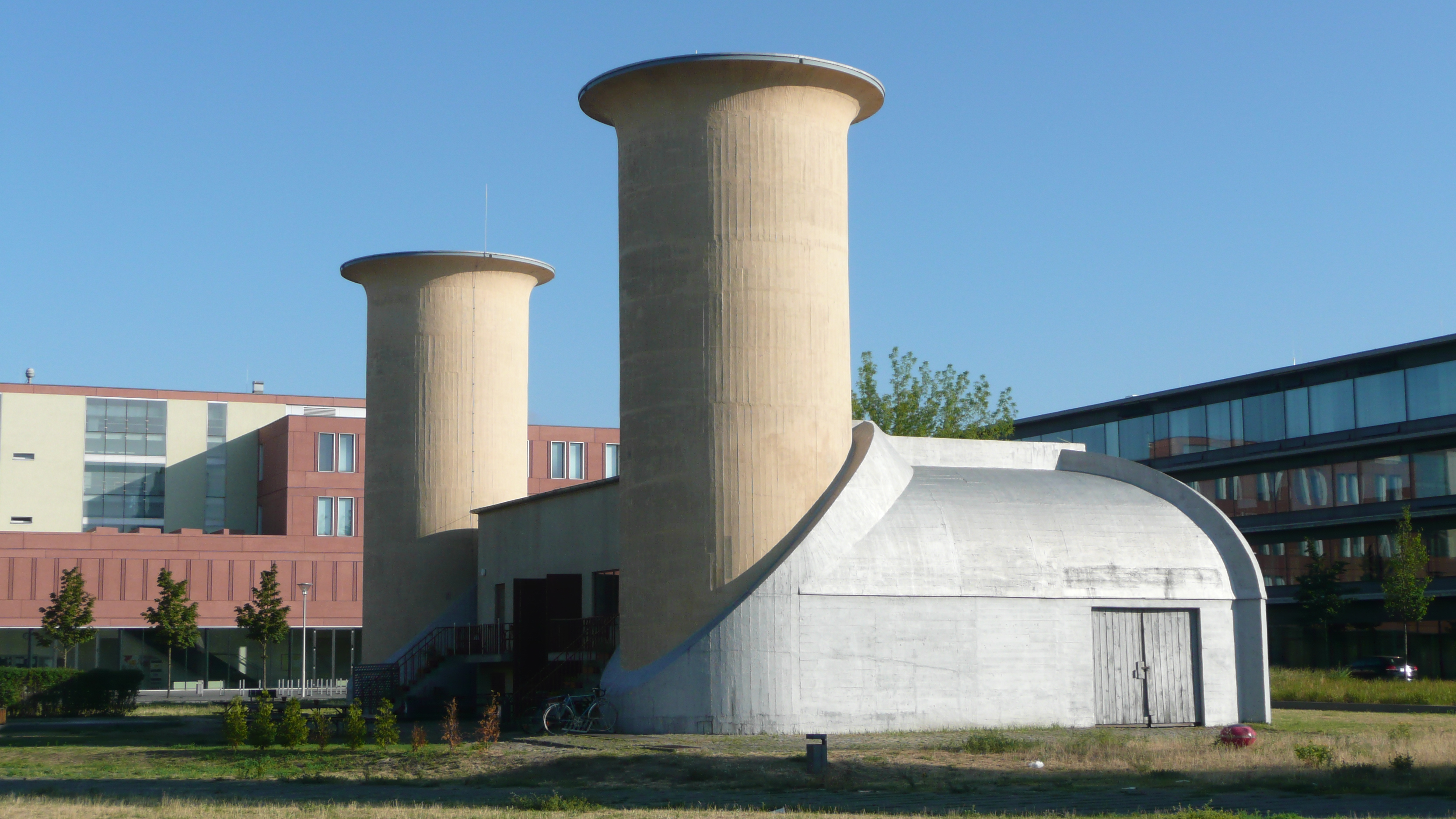
Лаборатория в 2010 году.

Звукоизоли́рованная лаборато́рия для испыта́ний дви́гателей (нем. Schallgedämpfter Motorenprüfstand) — здание, расположенное в районе Берлина Адлерсхоф и предназначенное для испытаний двигателей. Ранее использовалось как лаборатория при аэродроме Йоханнисталь, в настоящее время сохраняется как памятник промышленной архитектуры в составе Аэродинамического парка.

## История
Здание было построено в 1933 - 1935 годах для испытаний двигателей. В горизонтальной части здания размещались тестируемые элементы - авиационные двигатели с пропеллерами размером до 5 метров. Двигатели разгонялись до экстремальных скоростей и работали на износ. Часто испытания заканчивались разрушением двигателей, но здание не получало серьёзных повреждений благодаря своей броне. Построенное из железобетона, здание имело хорошую звукоизоляцию. Также для шумоподавления использовались две 15-метровые башни и облицовка из необработанной древесины. 
В настоящий момент испытательный стенд не используется по прямому назначению и в числе других сооружений Немецкого института авиации является памятником промышленной архитектуры.
В 2006 году перед зданием был оборудован студенческий центр встреч (нем. Begegnungszentrum «SBZ Prüfstand»). На втором этапе реконструкции здание было переоборудовано для многофункционального использования, башни, ранее открытые с верхней стороны, были прикрыты.